# Kansas City, Missouri
Kansas City är delstaten Missouris största stad med cirka 460 000 invånare år 2010 på en yta av 815 km². Staden tillhör Jackson County och ligger vid Missouriflodens östra strand. Missourifloden utgör här gräns mellan delstaterna Missouri och Kansas. På flodens västra strand (i delstaten Kansas) ligger en annan stad med samma namn, vilken dock är betydligt mindre (knappt 150 000 invånare) än Kansas City i Missouri.
Storstadsområdet har cirka 1,35 miljoner invånare på en yta av 1514 km². Detta storstadsområde ligger i delstaten Missouri och inkluderar således inte Kansas City i Kansas.
Det finns dock ett delstatsgränsöverskridande "metropolitan district" som även omfattar Kansas City i Kansas. Detta område omfattar cirka 20 600 km² av delstaterna Missouri och Kansas. Invånarantalet i detta distrikt uppgår dock endast till omkring 2 050 000 invånare, vilket ger en befolkningstäthet om endast 100 invånare per kvadratkilometer, lägre än till exempel Danmark och bara en tredjedel av hela Stockholms län. Det finns således inget officiellt bra mått på invånarantalet för storstadsområdet Kansas City i Missouri – Kansas City i Kansas, men det rör sig om 1,6–1,7 miljoner. 
Av befolkningen i Kansas City i Missouri levde år 1999 ca 14,3 % under fattigdomsgränsen.

## Historik
Kansas City grundlades 1821, vilket var samma år delstaten Missouri gick med i unionen. En fransman vid namn Francois Chouteau följde Missourifloden från St. Louis och etablerade en handelsanläggning. 1826 svämmade floden över och Chouteau var tvungen att bygga om, men valde nu högre liggande mark.
John Calvin McCoy byggde en egen handelsanläggning 1833. Eftersom han ansåg detta vara en portal till västern kallade han anläggningen Westport, vilket även idag existerar som en stadsdel (och har en restaurant som heter McCoys').
Enligt legenden lär markägarna ha hållit ett möte där den framväxande staden skulle namnges. Förslag såsom Port Fonda, Rabbitville och Possum Trot förkastades och Town of Kansas valdes som namn 1850, efter Kansa-indianerna som ursprungligen bodde i området.
1840 hade Town of Kansas 500 invånare. 1853 hade detta antal växt till 2 500. Staden hade då också bytt namn till City of Kansas, och den första borgmästaren, William S. Gregory, valdes. Det första stadsrådsmötet hölls den 25 april 1853 och ledamöterna fick $2 i betalning för varje möte de deltog i.
Under amerikanska inbördeskriget visade sig Westport vara avgörande för styrkeförhållandet mellan unionen och konfederationen i Missouri. I ett slag där mellan den 21 och 23 oktober 1864 besegrade unionsstyrkorna konfederationen och bröt dess makt i området.

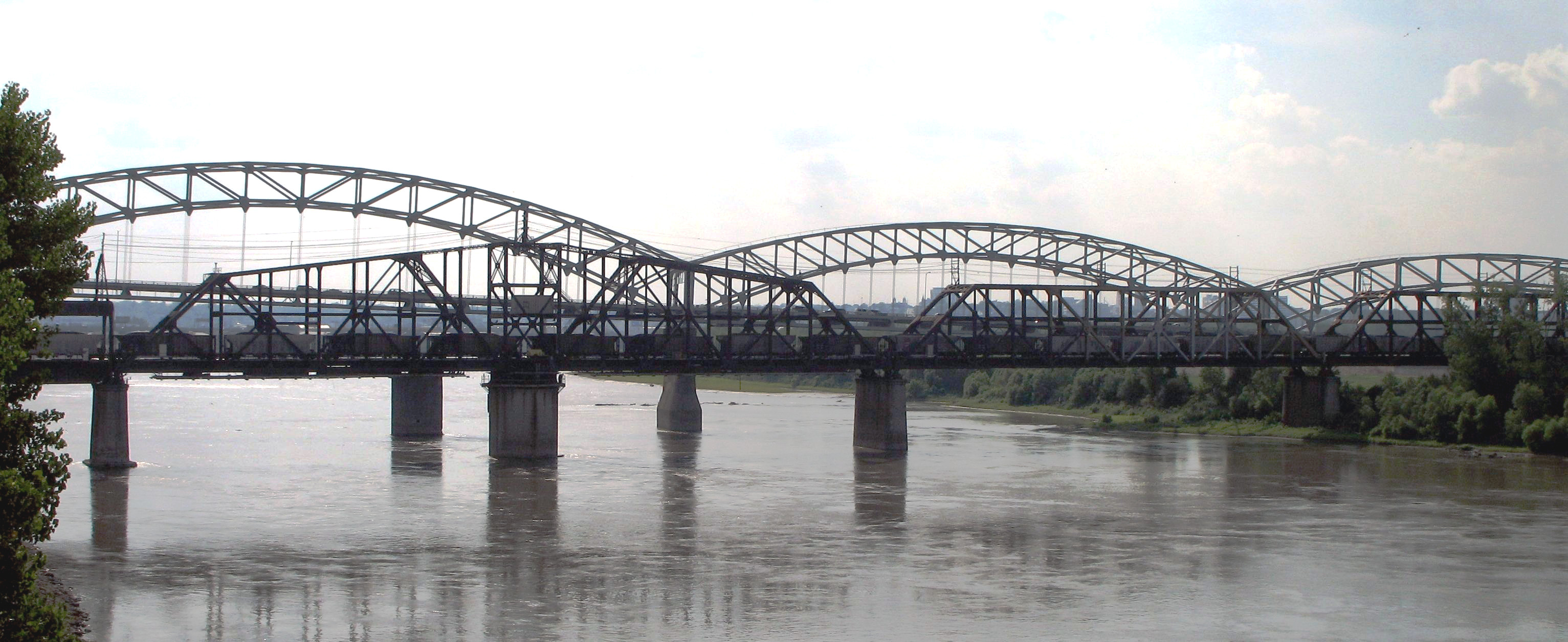
Hannibal Bridge, numera ersatt av Broadway Bridge.

Efter inbördeskrigets slut uppstod en ny typ av konflikt i form av konkurrens mellan handelsstäderna Leavenworth, Saint Joseph och City of Kansas. Tack vare ett regeringsbeslut att bygga den omkring 400 meter långa Hannibal Bridge-bron över Missourifloden vann City of Kansas när bron slutligen färdigställdes 1869. Detta var den första bron över Missourifloden. Denna bro och den trafiktratt den skapade över floden fick till följd att City of Kansas expanderade kraftigt i sin boskapshandel, som var den största handeln. City of Kansas var en av världens största boskapsmarknader, och en byggnad tillägnad boskapshandeln (Kansas City Livestock Exchange) var i början på 1900-talet den största byggnaden i världen med detta syfte.
Under tidigt 1880-tal hade befolkningen växt till 60 000 invånare. År 1889 bytte staden namn till det nuvarande Kansas City. William Rockhill Nelson köpte stadens dagstidning, The Kansas City Star och byggde stadens första konferenscenter.

## Klimat
Kansas City har ett tempererat klimat med heta, nederbördsrika somrar och kalla, något torra vintrar.
Nederbörd faller mest under våren och sommaren, medan hösten och vintern är betydligt torrare.
|                                            | Jan | Feb | Mar | Apr | Maj | Jun | Jul | Aug | Sep | Okt | Nov | Dec |
| ------------------------------------------ | --- | --- | --- | --- | --- | --- | --- | --- | --- | --- | --- | --- |
| Normaldygnets maximitemperaturs medelvärde | 2   | 4   | 12  | 18  | 23  | 29  | 32  | 31  | 26  | 19  | 11  | 4   |
| Normaldygnets minimitemperaturs medelvärde | −8  | −6  | 1   | 7   | 12  | 17  | 21  | 19  | 14  | 7   | 1   | −6  |
|                                            |     |     |     |     |     |     |     |     |     |     |     |     |
| Nederbörd                                  | 28  | 30  | 71  | 76  | 140 | 104 | 97  | 104 | 125 | 101 | 53  | 41  |

| Diagram | temperaturer i °C • månadsnederbörd i mm | temperaturer i °C • månadsnederbörd i mm | temperaturer i °C • månadsnederbörd i mm | temperaturer i °C • månadsnederbörd i mm | temperaturer i °C • månadsnederbörd i mm | temperaturer i °C • månadsnederbörd i mm | temperaturer i °C • månadsnederbörd i mm | temperaturer i °C • månadsnederbörd i mm | temperaturer i °C • månadsnederbörd i mm | temperaturer i °C • månadsnederbörd i mm | temperaturer i °C • månadsnederbörd i mm | temperaturer i °C • månadsnederbörd i mm |
|         | 28 2 -8                                  | 30 4 -6                                  | 71 12 1                                  | 76 18 7                                  | 140 23 12                                | 104 29 17                                | 97 32 21                                 | 104 31 19                                | 125 26 14                                | 101 19 7                                 | 53 11 1                                  | 41 4 -6                                  |

## Moderna tider
Kansas City är nu en stor stad i mellanvästern och har ungefär 2 miljoner invånare. Staden har även två flygplatser, Kansas City International Airport (MCI) och Charles B. Wheeler Downtown Airport (MKC).
De större vägarna I-35 och I-70 korsar varandra i Kansas City. I-29 har sin södra ändpunkt i staden. En ringväg kallad I-435 går runt hela staden och även in i granndelstaten Kansas. I-635 utgör en genväg för resenärer som vill ta sig från I-29 till västgående I-70 och sydgående I-35 utan att passera genom stadskärnan.

## Kända personer
- Count Basie, orkesterledare
- Walt Disney, filmproducent
- Ernest Hemingway, författare, nobelpristagare
- Richard B. Myers, general
- Charlie Parker, jazzmusiker
- Tom Pendergast, stadens boss i början av 1900-talet
- Basil Poledouris, kompositör av filmmusik
- Tex Rickard, boxningspromotor
- Harry S. Truman, president, bodde delvis i Kansas City
- Yvette Vickers, skådespelerska
- Tech N9ne, musiker

## Sport

### Professionella klubbar i högsta divisionerna
- NFL - amerikansk fotboll
  - Kansas City Chiefs
- MLB - baseboll
  - Kansas City Royals
- MLS - fotboll
  - Sporting Kansas City